# Alan Mendoza
Alan Omar Mendoza López (Tocumbo, 28 settembre 1993) è un calciatore messicano, difensore del Tepatitlán.